# 蓇葖果

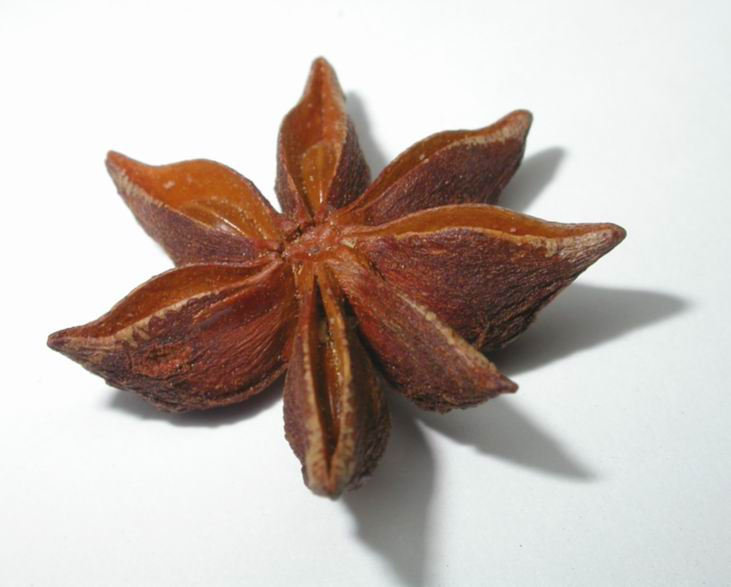
聚合蓇葖果：八角茴香的果实

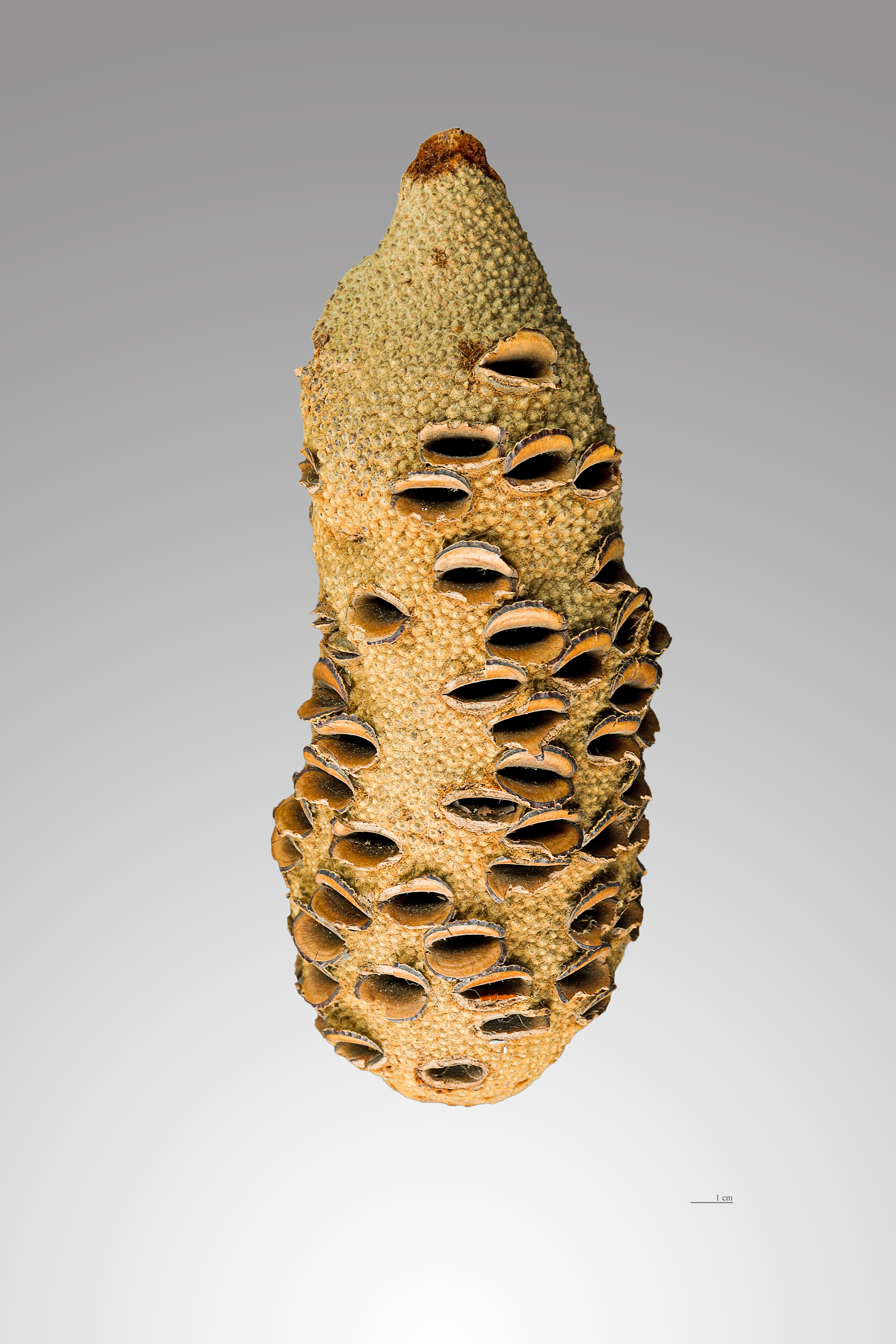
蓇葖果 (Banksia grandis)

蓇葖果（Follicle fruit），指的是一种具有硬殼的果实类型，属于单果，若干枚蓇葖果着生于同一个果蒂上则称为聚合蓇葖果，是聚合果的一种。
蓇葖果见于多种不同类群的植物，包括萝摩科、芍药科、木兰科的部分植物等。一些蓇葖果被作为香料或者中药使用如八角茴香、淫羊藿。蓇葖果是由单心皮雌蕊或者离生心皮雌蕊发育而来的，单心皮雌蕊发育成单独的蓇葖果，但这种情况比较少见，更常见的是离生心皮雌蕊发育而成的聚合蓇葖果。蓇葖果形成过程中会沿心皮愈合处形成腹缝线，在腹缝线对侧形成背缝线，果实成熟后会沿腹缝线或背缝线中的一侧开裂弹出种子，与同为单心皮发育而成的荚果不同，成熟的蓇葖果只沿一侧缝线开裂。